# Église Saint-Jean-Baptiste de Missy
Pour les articles homonymes, voir Église Saint-Jean-Baptiste.
L'église Saint-Jean-Baptiste est une église catholique située à Missy, en France. Elle est inscrite au titre des Monuments historiques.

## Localisation
L'église est située dans le département français du Calvados, dans le bourg de Missy.

## Architecture
Le portail sud et la rose occidentale en pierre sont inscrits au titre des monuments historiques depuis le 16 mai 1927.

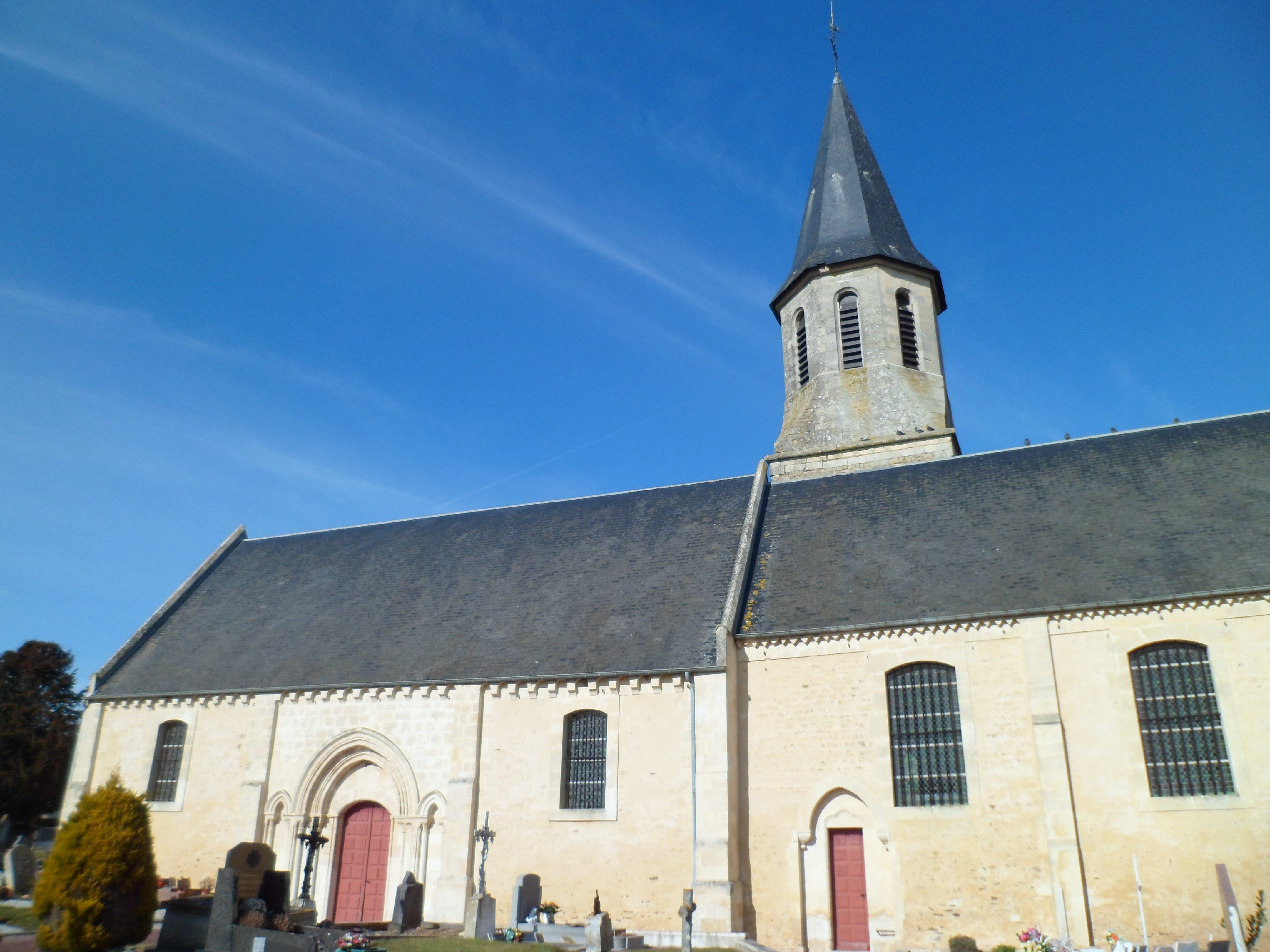
La façade sud.
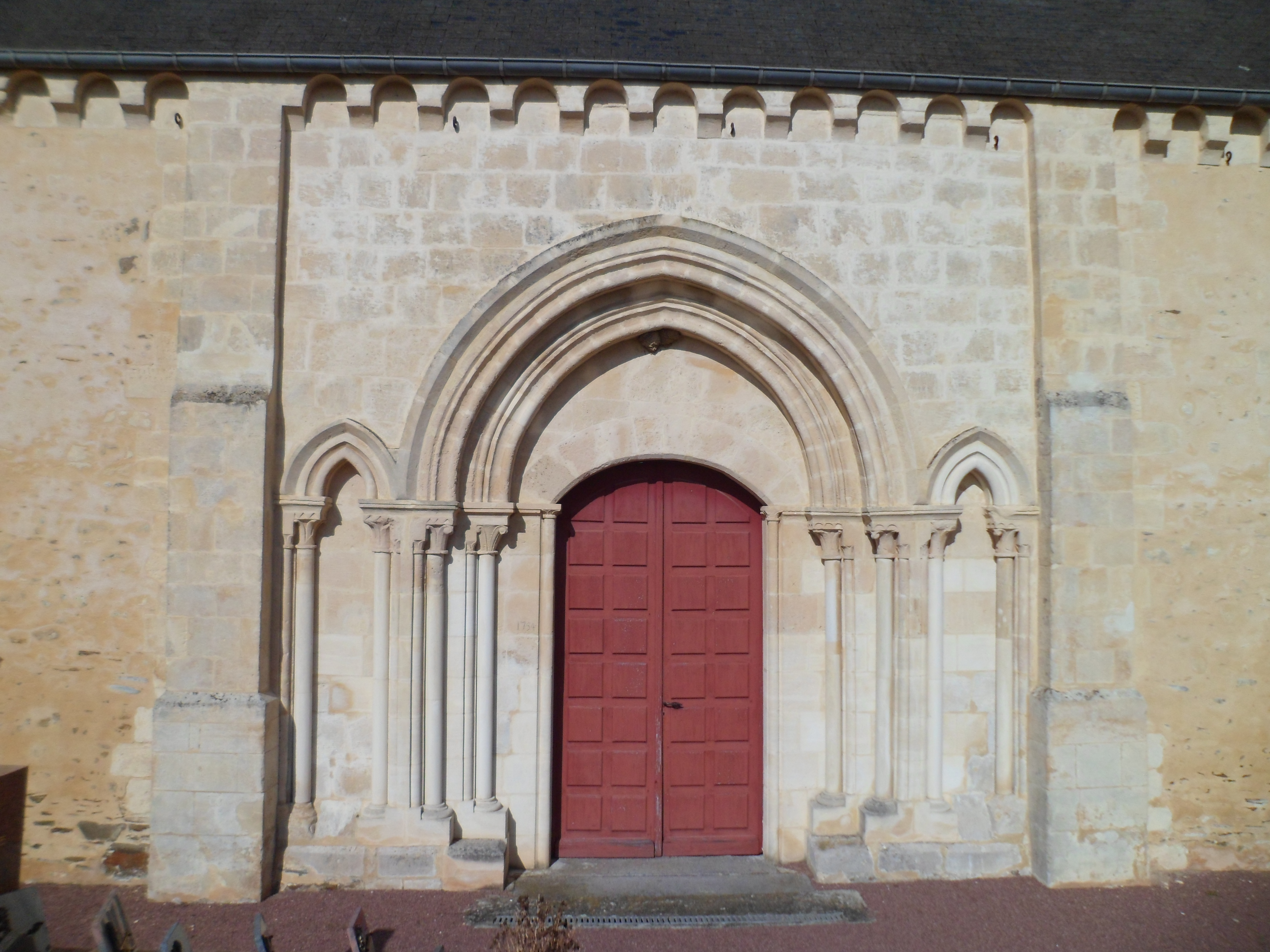
Le portail sud inscrit.